# Een spaarpot is spoorloos
Een spaarpot is spoorloos is een jeugdboek uit 1961 geschreven door Pieter van 't Land en Ton van Merwede en de tekeningen waren van C.G. Watzema-Andriesse. Dit boek werd aan de jeugd aangeboden door de Nutsspaarbank Groningen en is een bewerking van de tekst van een serie van 7 radiohoorspelen uitgezonden in mei en juni 1960 in het radioprogramma "De Wigwam". Naast het verhaal was het boek ook opvoedkundig bedoeld om kinderen te bewegen te gaan sparen maar ook bijvoorbeeld een politieagent geeft aan te sparen voor een eigen huis wat dan door de spaarbank als verstandig wordt bestempeld. Ook wordt in het boek over de ontwikkelingen en verhuizing van de spaarbank zelf ingegaan.

## Korte inhoud van het verhaal
Wim Verschuur en Hein Hansen zijn twee jongens van 12 jaar uit Amstelveen en zitten in de zesde klas van de lagere school. Op woensdagmiddag gaan ze altijd naar het rijdend bijkantoor van de Spaarbank voor de stad Amsterdam die dan geparkeerd staat op het Hueseplein van 13.00 tot 14.00 uur. Daar laten ze een deel van hun zakgeld en spaargeld op hun spaarbankboekje bijschrijven. Die middag besluiten ze stiekem achter in te stappen bij het busje en mee te rijden naar Amsterdam waar ze een bezoek willen brengen aan de heer Niek Ter Wolbeek, procuratiehouder later directeur bij de spaarbank, en een grote verzameling spaarpotten bezit. Het busje krijgt echter voor het in Amsterdam arriveert een lekke band en de jongens worden ontdekt door de chauffeur. Maar omdat ze helpen bij het verwisselen van de band mogen ze mee naar het hoofdkantoor aan het Singel.
Hier worden ze door de heer Ter Wolbeek ontvangen en hij toont zijn verzameling spaarpotten. Toen de jongens vroegen welke spaarpot het meest waard was ontdekte de heer Ter Wolbeek dat zijn oud Hollandse zilveren spaarpot van 150 jaar oud verdwenen was. Daarna bleek dat een Duitse collega, Herr Braun, deze per ongeluk in zijn tas had gestopt en meegenomen op weg naar Hamburg. Onderweg werd echter zijn tas op het station door een tasjesdief gestolen. Herr Braun keerde terug naar de heer Ter Wolbeek en liet de politie komen voor aangifte van diefstal. Na de aangifte wilde hij weer naar Hamburg maar op het station signaleerde hij de dief. Na een achtervolging samen met de jongens ontkwam de dief. Deze tasjesdief "Rooie Gijs" vond in de tas behalve de spaarpot niets van waarde maar de spaarpot verkocht hij voor een habbekrats aan de heler "Ome Joop" die deze later voor een tien keer zo hoog bedrag doorverkocht aan een buitenlander. De jongens kregen van de politie geld voor de bus naar huis maar gingen stiekem zelf op zoek naar de dief in het centrum van Amsterdam, dit uitdrukkelijk tegen het advies van de politie en de heer Ter Wolbeek. Nadat in een cafetaria de jongens het adres waar de dief zich op zou houden te weten kwamen ontdekte ze hem hierbij uiteindelijk in de Driestuiversteeg waarbij Hein daarbij door het dak van een schuurtje zakte en opgesloten zat. Wim ging hierbij uiteindelijk hulp halen maar Hein was al bevrijdt en de tasjesdief werd opgepakt. Aanvankelijk wilde Rooie Gijs de naam van de heler niet noemen maar door een strikvraag kwam de politie achter de naam van Ome Joop waarna die ook werd opgepakt.
Als beloning voor het terugvinden van de tas van Herr Braun, met voor hem belangrijke papieren, mochten Wim en Hein die zomer met Herr Braun en zijn zoons Peter en Hans mee op vakantie in Duitsland. Daar werd uiteindelijk de spaarpot teruggevonden in een antiekzaak en teruggebracht bij de heer Ter Wolbeek. Daarna volgde de rechtszaak waarbij Rooie Gijs een lichte straf kreeg en Ome Joop een zware straf. Als dank voor het opsporen van de spaarpot kregen de jongens van de spaarbank een leuk bedrag op hun spaarbankboekje bijgeschreven.

## Trivia
- Het verhaal en de personen evenals de Driestuiversteeg in Amsterdam zijn verzonnen. Dit geldt echter niet voor de heer Ter Wolbeek die daadwerkelijk procuratiehouder bij de Spaarbank voor de stad Amsterdam was en het verhaal meespeelt - ook zijn spaarpottenverzameling bestond echt. In 1976 bestond de verzameling uit 11.000 spaarpotten tentoongesteld in een van de panden van de Nederlandse spaarbankbond in Amsterdam en wellicht nog steeds bestaat bij de rechtsopvolger van de spaarbank, achtereenvolgens Centrumbank, Verenigde spaarbank, Fortis en thans de ABN AMRO Group. Ook de Spaarpotsteeg die in het boek wordt genoemd bestaat echt.

- In het boek wordt waar plat Amsterdams wordt gesproken door onder meer Rooie Gijs en Ome Joop dit ook zo opgeschreven evenals het prlwitzkowskinederlands dat door Herr Braun wordt gesproken.